# Dashanpusaurus
Dashanpusaurus is een geslacht van plantenetende sauropode dinosauriërs behorend tot de groep van de Neosauropoda dat tijdens het Midden Jura leefde in het gebied van het huidige China.

## Vondst en naamgeving
De typesoort Dashanpusaurus dongi is in 2005 benoemd en kort beschreven door Peng Guangzhao, Ye Yong, Gao Yuhui, Shu Chunkang en Jiang Shan. De geslachtsnaam verwijst naar een dorpje bij de vindplaats, Danshupu, de soortaanduiding eert de grote Chinese paleontoloog Dong Zhiming.
Het fossiel, holotype ZDM 5028, gevonden in de Xiashaximiaoformatie (Bathonien, 165 miljoen jaar geleden) van de provincie Sichuan,  bestaat uit een incompleet skelet met zes nekwervels, twaalf ruggenwervels, vier sacrale wervels, drieëndertig staartwervels, een linkerellepijp, het bekken en een achterpoot. Daarnaast is nog een tweede skelet gevonden, ZDM 5027. Het is aangewezen als het paratype. Het omvat twaalf ruggenwervels, ribben, de linkerschoudergordel, het linkeropperarmbeen en het linkerspaakbeen.
Aanvullende skeletten zijn gemeld maar nog onbeschreven. Het is vermoed dat Abrosaurus uit dezelfde lagen het jong is van Dashanpusaurus. In dat geval heeft de naam Abrosaurus prioriteit.

## Beschrijving
Dashanpusaurus is een vrij forse soort met een lengte tussen de vijftien en twintig meter.
De halswervels zijn relatief kort. Ze zijn opisthocoel: met een bolle voorkant en holle achterkant. Hun zijkanten hebben lange diepe pleurocoelen, pneumatische uithollingen. Ze dragen lage kielen op de onderzijde. Hun doornuitsteeksels zijn relatief laag. De doornuitsteeksels van de achterste halswervels en voorste ruggenwervels zijn bovenaan overdwars verbreed en licht gevorkt. Bij de ruggenwervels zijn de uiteinden plat en licht hol. De voorste ruggenwervels hebben complexe pleurocoelen. Naar achteren in de reeks worden de doornuitsteeksels, niet meer gevorkt, hoger en plaatvormig en krijgen een bovenaan verbreed uiteinde. Het heiligbeen is vergroeid evenals de doornuitsteeksels van de eerste drie sacrale wervels. De voorste staartwervels hebben platte uiteinden, de middelste en achterste holle uiteinden.
Het schouderblad is kort en robuust met een verbreed bovenste uiteinde. Het opperarmbeen is recht en robuust met bovenaan een opvallende verbreding. Het spaakbeen heeft twee derden van de lengte van het opperarmbeen. Het darmbeen is lang en laag met een sterk ontwikkeld voorblad. Het dijbeen is relatief slank maar de kop is krachtig gebouwd. Het scheenbeen is recht en robuust. Het scheenbeen heeft 59% van de lengte van het dijbeen.

## Fylogenie
Dashanpusaurus werd in 2005 in de Camarasauridae geplaatst, maar niet op basis van een exacte cladistische analyse. Latere analyses toonden het dier basaal in de Macronaria en zelfs als een mogelijk vroeg lid van de Titanosauriformes.